# Polibutadieno

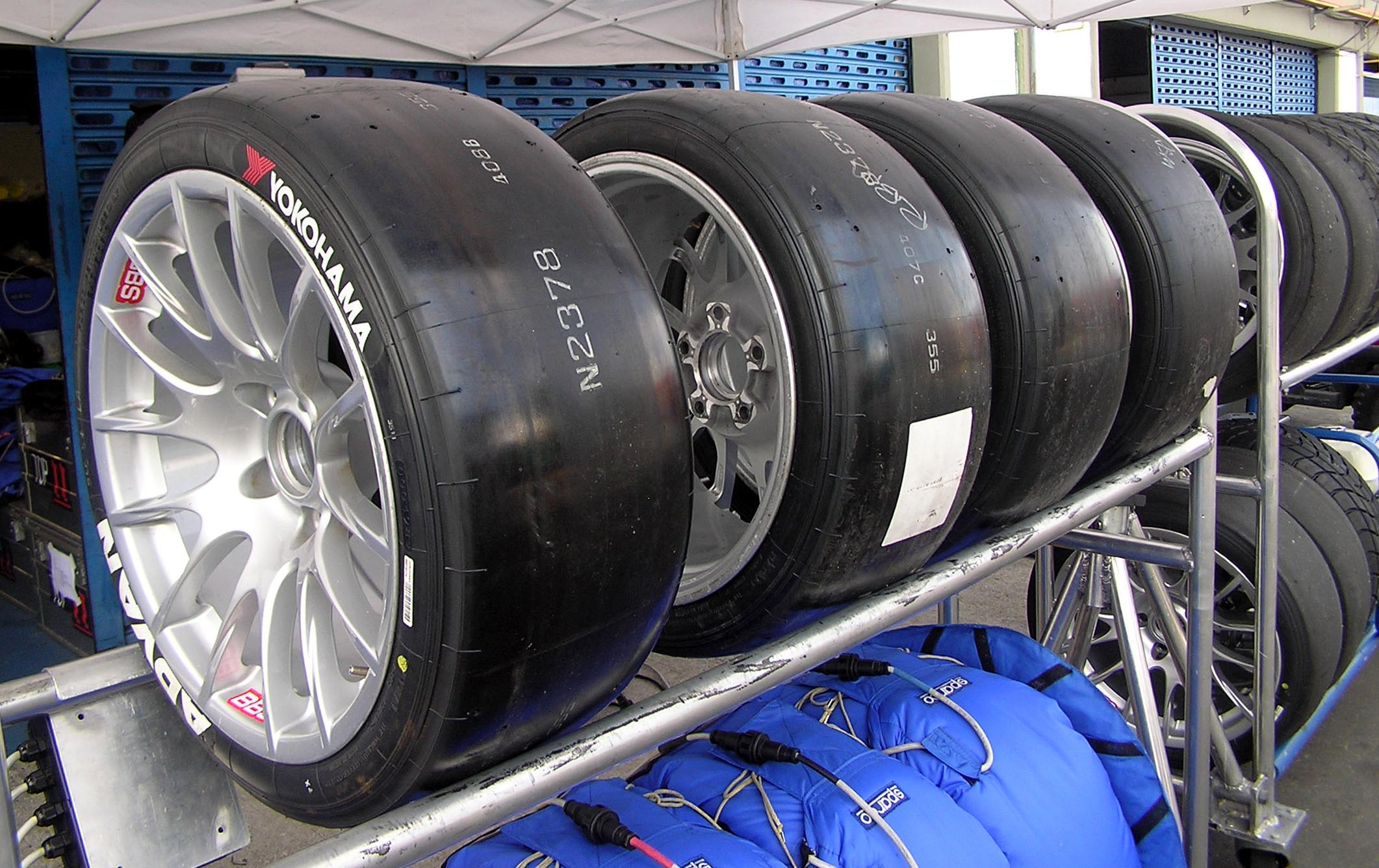
La fabricación de neumáticos consume en torno al 70% de la producción mundial de polibutadieno.

El polibutadieno es un elastómero o caucho sintético que se obtiene mediante la polimerización de 1,3-Butadieno.
La molécula de butadieno puede polimerizar de tres maneras diferentes, originando tres isómeros llamados cis, trans y vinilo. Las propiedades del polibutadieno son diferentes según la proporción de cada uno de estos isómeros que contenga en sus moléculas. Así por ejemplo el polibutadieno llamado "alto-cis" tiene una alta elasticidad y es muy apreciado mientras que el denominado "alto-trans" es un plástico cristalino sin ninguna aplicación de utilidad. 
Con una producción anual de 2,1 millones de toneladas (2000), el polibutadieno es el segundo caucho sintético en volumen, por detrás del caucho estireno-butadieno (SBR). Su principal aplicación es la fabricación de neumáticos, la cual consume alrededor del 70% de la producción. Otro 25% se utiliza como aditivo para mejorar la resistencia mecánica de plásticos como el poliestireno y el ABS. También se emplea para fabricar pelotas de golf y objetos elásticos diversos.
El primero en polimerizar el butadieno fue el ruso Serguéi Lébedev, en 1910. Gracias a él, la Unión Soviética se convirtió en el primer país en lograr una producción industrial substancial de este material a finales de la década de 1930. Otras grandes potencias de la época como Alemania y los Estados Unidos optaron por desarrollar el SBR como alternativa al caucho natural.
A mediados de la década de 1950 se produjeron importantes avances en la tecnología de los catalizadores que condujeron al desarrollo de versiones mejoradas de polibutadieno. Pocos años más tarde los principales fabricantes de neumáticos y algunas empresas petroquímicas se lanzaron a construir plantas de producción de polibutadieno en todos los continentes, durando este boom hasta la crisis del petróleo de 1973. Desde entonces el ritmo de crecimiento de la producción ha sido más moderado, centrándose esencialmente en Extremo Oriente.
Otros nombres recomendados por la IUPAC: poli(buta-1,3-dieno); poli(but-1-eno-1,4-diilo)

## Estructura química

### Isómeros
Cada molécula de polibutadieno contiene una cierta proporción de tres isómeros distintos, denominados cis, trans y vinilo.
El monómero 1,3-butadieno es un dieno conjugado, es decir, posee dos dobles enlaces separados por un simple enlace. En la reacción de polimerización pueden intervenir uno solo o los dos dobles enlaces.
Cuando solo se activa uno de los dobles enlaces, dos de los carbonos del butadieno se añaden a la cadena principal de polibutadieno y los otros dos quedan colgando a un lado. A esto se le denomina polimerización en posición 1-2. Como los dos carbonos dejados de lado recuerdan a un radical vinilo, se dice que se ha formado una unidad o grupo vinilo.

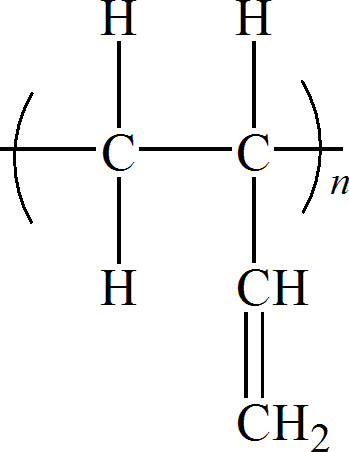
Polibutadieno 1-2 (unidad vinilo)

Si, por el contrario, ambos dobles enlaces participan en la reacción, los cuatro carbonos del butadieno se incorporan a la cadena principal y se forma espontáneamente un nuevo doble enlace entre los carbonos 2 y 3. En este caso, llamado polimerización en posición 1-4, la geometría de la molécula formada será diferente según la posición relativa de los dos carbonos de los extremos (1 y 4). Si quedan en el mismo lado del doble enlace (configuración cis), la molécula sufrirá un giro mientras que si quedan en lados opuestos (configuración trans), la molécula sigue polimerizando en la misma dirección.
|  |  |

El que una molécula de butadieno sea incorporada en configuración cis, trans o vinilo depende de las condiciones de reacción, sobre todo del tipo de catalizador utilizado. Más abajo se discuten los distintos tipos de polibutadieno que se pueden obtener según su contenido relativo en cis, trans y vinilo.

### Puentes entre dobles enlaces
Tanto en la polimerización 1-2 como en la 1-4, al final queda en la molécula de polibutadieno un doble enlace, que constituye un sitio activo, disponible para reaccionar. Estos dobles enlaces son la mayor particularidad del polibutadieno (y de todos los polímeros que incorporan dienos conjugados como el butadieno) y constituyen la clave para obtener sus propiedades elásticas.
Si no tuviera dobles enlaces, el polibutadieno tendría una estructura muy similar al polietileno, con largas cadenas poco unidas entre sí, y por ello se comportaría como un termoplástico, que se deforma permanentemente ("fluye") al someterlo a un esfuerzo. Sin embargo, los dobles enlaces tienen una fuerte tendencia a reaccionar entre sí o con sustancias añadidas expresamente para ello, formando puentes entre las moléculas. Al sufrir un esfuerzo, el material sigue deformándose pero los puentes hacen que, al cesar el esfuerzo, recupere su forma inicial. Son, por tanto, los puentes entre dobles enlaces, los que convierten en elástico al material.
Pero una formación masiva de puentes entre moléculas, denominada reticulación, hace que la elasticidad desaparezca porque las moléculas quedan rígidamente unidas entre sí. El material, ante un esfuerzo, apenas se deforma y, al superar un cierto límite de tensión, se rompe de modo frágil.
Cuando el polibutadieno sale de la fábrica sus dobles enlaces están prácticamente intactos. Por ello apenas tiene consistencia, es como un líquido muy viscoso. A veces contiene pequeños grumos duros, llamados geles, que se pueden separar por filtración. Se trata de dominios donde ha ocurrido reticulación, generalmente debido a una temperatura excesiva en algún punto del proceso de producción.
Es al utilizar el polibutadieno en una aplicación determinada cuando se le vulcaniza, es decir, se generan artificialmente puentes entre dobles enlaces para otorgar propiedades elásticas al objeto de que se trate. Hay que evitar un grado de vulcanización excesivo, si no el objeto se volverá rígido y quebradizo.

### Pesos moleculares
La mayoría de los grados industriales de polibutadieno tienen un peso molecular superior a los 100.000 g/mol. Como todos los polímeros, el polibutadieno tiene mayor resistencia mecánica cuanto mayor es su peso molecular promedio. En contrapartida, su viscosidad también aumenta, lo cual dificulta su uso por los transformadores.
Además del promedio, también importa si la distribución de pesos moleculares es ancha o estrecha. Una distribución ancha facilita el procesado pero una distribución estrecha puede aportar ciertas ventajas en algunas aplicaciones. Los polibutadienos fabricados con catalizador de litio son los que presentan distribuciones más estrechas.

### Ramificación
La presencia de dobles enlaces en las moléculas de polibutadieno hace que, durante la polimerización, una cadena pueda nacer a partir de otra o dos cadenas combinarse entre sí, dando como resultado una estructura ramificada.
La ramificación reduce la viscosidad del polímero respecto a otro de mismo peso molecular pero lineal. Para ser exactos, según Kraus y Gruver, la viscosidad newtoniana del polibutadieno ramificado es menor que la del lineal solo cuando el peso molecular es bajo, pero crece mucho más rápido con el peso molecular de modo que por encima de unos 60.000 o 100.000 g/mol el polibutadieno ramificado es más viscoso. Sin embargo, la ramificación también acentúa el comportamiento no newtoniano de modo que para tasas de cizallamiento medias a altas el polímero ramificado siempre es menos viscoso.
Se puede controlar la proporción y forma de las ramificaciones seleccionando un tipo u otro de catalizador o también añadiendo al final de la reacción reactivos multifuncionales. Normalmente la ramificación es alta con los catalizadores de níquel, baja con los de litio y neodimio e intermedia con los de cobalto.

## Tipos
Según el catalizador utilizado en su producción se pueden obtener diferentes tipos de polibutadieno, cada uno con unas propiedades específicas.
|          | cis (%) | trans (%) | vinilo (%) |
| -------- | ------- | --------- | ---------- |
| Neodimio | 98      | 1         | 1          |
| Cobalto  | 96      | 2         | 2          |
| Níquel   | 96      | 3         | 1          |
| Titanio  | 93      | 3         | 4          |
| Litio    | 10 a 30 | 20 a 60   | 10 a 70    |

### Polibutadieno alto-cis
Este tipo se caracteriza por tener una alta proporción de unidades cis (típicamente más de 93%) y pocas unidades vinilo (menos de 4%). Se fabrica utilizando catalizadores Ziegler-Natta basados en metales de transición. En función del metal utilizado, las propiedades varían ligeramente.
El cobalto da moléculas ramificadas que confieren una baja viscosidad al material y facilitan su uso. En contrapartida, la resistencia mecánica es relativamente baja. Con el neodimio se consiguen moléculas casi lineales (y por tanto alta resistencia mecánica) y porcentajes de cis superiores al 98%. También se obtiene una procesabilidad aceptable, gracias a una distribución de pesos moleculares bastante ancha. Otros catalizadores menos utilizados son el níquel y el titanio.

### Polibutadieno bajo-cis
El sistema catalizador basado en un alquil-litio (por ejemplo butil-litio) produce un polibutadieno llamado "bajo-cis" que contiene un 40% de cis, 50% de trans y 10% de vinilo (valores típicos). Se puede aumentar el porcentaje de vinilo añadiendo al reactor sustancias polares, generalmente compuestos con nitrógeno u oxígeno.
Los grupos vinilo tienen dos consecuencias: en primer lugar aumentan la temperatura de transición vítrea, Tg, y en segundo lugar reaccionan fácilmente, por lo que el material tiende a reticular al someterlo a alta temperatura.
Por su alta Tg, el polibutadieno bajo-cis no se utiliza apenas para la fabricación de neumáticos. Por el contrario, el hecho de apenas contener geles le da una ventaja en la aplicación como aditivo de plásticos.

### Polibutadieno alto-vinilo
En 1980 los investigadores de Zeon descubrieron que el polibutadieno con alto contenido en vinilo (más del 70%), a pesar de tener una alta Tg, sí podía utilizarse ventajosamente en combinación con alto-cis para hacer neumáticos. Este material se produce con alquil-litio como catalizador. Aparte de Zeon en Japón también es producido por Firestone en los EE. UU.
La también japonesa JSR comercializa un grado especial de polibutadieno con 90% de vinilo en configuración sindiotáctica que tiene las propiedades de un elastómero termoplástico: es elástico a temperatura ambiente pero fluye a alta temperatura, pudiendo ser procesado mediante inyección.

### Polibutadieno alto-trans
Es posible producir polibutadieno con más de 90% de unidades trans utilizando catalizadores similares a los del alto-cis: neodimio, lantano, níquel. Este material es un plástico cristalino (no un elastómero) que funde a unos 80 °C. Antiguamente se utilizaba para la capa exterior de las pelotas de golf. Hoy en día no se usa industrialmente pero compañías como Ube están investigando posibles aplicaciones.

### Polibutadieno metaloceno
El uso de catalizadores tipo metaloceno para polimerizar el butadieno está siendo explorado por investigadores japoneses. Sus ventajas parecen ser una mayor capacidad para controlar tanto la distribución de masas moleculares como la proporción de cis / trans / vinilo. Por ahora (2006) ningún fabricante ha lanzado grados de "polibutadieno metaloceno" comercialmente.

## Aplicaciones

### Neumáticos

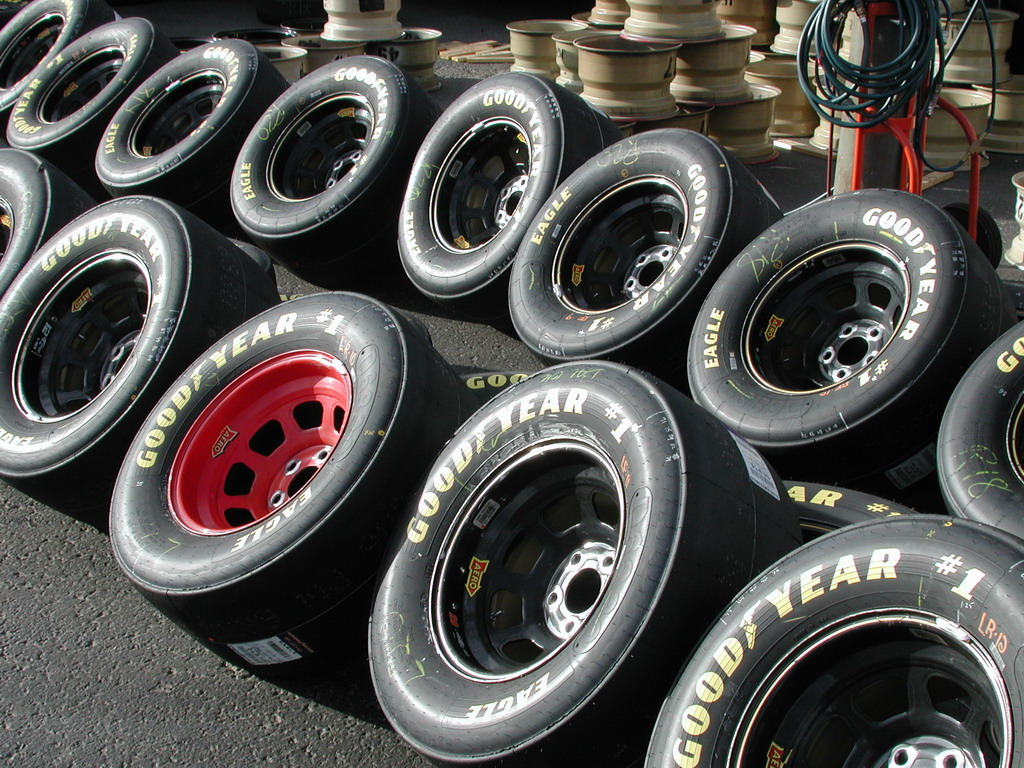
Neumáticos de carreras

La fabricación de neumáticos consume en torno al 70% de la producción mundial de polibutadieno, en su gran mayoría alto-cis. En concreto, el polibutadieno se usa principalmente en las caras laterales del neumático, además de en las bandas de rodamiento. Ambas piezas se conforman mediante extrusión.
Sus principales materiales competidores en esta aplicación son el caucho estireno-butadieno (SBR) y el caucho natural. El polibutadieno es ventajoso frente al SBR por su menor temperatura de transición vítrea Tg, que le confiere una alta resistencia a la abrasión y una baja resistencia al rodamiento. Se obtienen así neumáticos de larga duración y bajo consumo de combustible. Sin embargo, la baja Tg también provoca una baja capacidad de tracción en mojado, por lo cual el polibutadieno casi siempre tiene que utilizarse en combinación con alguno de los otros dos elastómeros.

### Modificación de plásticos
Alrededor del 25% de la producción de polibutadieno se utiliza para mejorar las propiedades mecánicas del poliestireno y, en menor proporción, del ABS.
El aporte de entre un 4 y un 12% de polibutadieno hace que el poliestireno pase de ser un material frágil y quebradizo a otro dúctil y resistente. El polibutadieno se disuelve en estireno y se añade a los reactores de polimerización, produciéndose la vulcanización del caucho debido al aumento de temperatura al que se somete al poliestireno para extraer el estireno no reaccionado. Al final se obtiene un producto compuesto de dos fases: una matriz continua de poliestireno y numerosas oclusiones de polibutadieno dispersas en ella. La forma, estructura y tamaño de las oclusiones determinan en gran parte las propiedades mecánicas del poliestireno y a su vez dependen en parte de las propiedades del polibutadieno, en particular de su viscosidad y de su proporción de isómeros cis, trans y vinilo.
Los requisitos de calidad para la modificación de plásticos son mucho más estrictos que los de los neumáticos, en particular en cuanto al color y al contenido en geles, que tienen que ser lo más bajos posibles. También se tienen que cumplir largas listas de restricciones relativas a la salud humana porque una gran parte del poliestireno se emplea en contacto con alimentos.
El polibutadieno copa la casi totalidad del mercado de la modificación de plásticos, quedando solo pequeños nichos para otros cauchos de especialidad como el copolímero estireno-butadieno-estireno (SBS). Los tipos de polibutadieno más usados en esta aplicación son en primer lugar el bajo-cis (probablemente porque los grupos vinilo favorecen el injerto de cadenas de poliestireno sobre las moléculas de polibutadieno, lo cual mejora la resistencia mecánica del material) y en segundo lugar el alto-cis producido con cobalto. Los otros tipos de catalizador de alto-cis se consideraban inadecuados hasta que en 2004 el fabricante Lanxess lanzó grados de alto-cis neodimio aptos para el poliestireno, cuya producción sigue desarrollando hoy día.

### Pelotas de golf

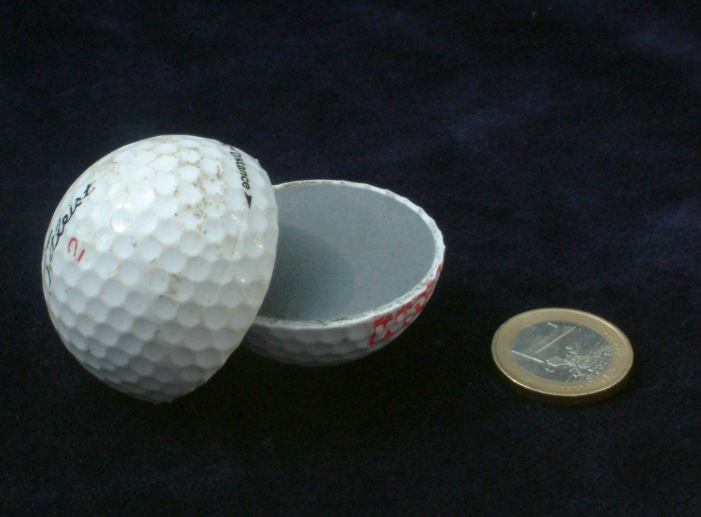
Pelota de golf seccionada, comparada con un euro.

La mayoría de las pelotas de golf actuales consisten en un núcleo elástico de polibutadieno rodeado de una capa de material duro y rígido. Se prefiere el polibutadieno a otros elastómeros por su alta resiliencia.
El núcleo de la pelota se conforma mediante moldeo por compresión con reacción química. El polibutadieno primero se mezcla enérgicamente con aditivos, se extruye, se calandra y se corta en trozos que se introducen en un molde. A continuación el molde es sometido a alta presión y alta temperatura durante unos 30 minutos, tiempo suficiente para vulcanizar el material.
En el vulcanizado de pelotas de golf se utilizan peróxidos, que tienen el inconveniente de sobre-reticular las unidades vinilo. Por ello en esta aplicación se emplea sobre todo polibutadieno neodimio, con 99% o más de unidades cis y casi nada de vinilo. Otra ventaja del catalizador de neodimio es que produce moléculas muy poco ramificadas, que confieren poca histéresis al material, consiguiéndose así que casi toda la energía transmitida por el palo a la bola se convierta en movimiento y no en calor.
La producción de pelotas de golf consume unas 20.000 toneladas de polibutadieno al año (dato de 1999).

### Otros
Una gran variedad de objetos de caucho, desde cintas transportadoras hasta suelas de zapatos, se fabrican con algún tipo de polibutadieno.
Al ser químicamente muy similar al PE (polietileno) el polibutadieno es un excelente adhesivo para PE.

## Producción
La producción anual de polibutadieno es de 2,1 millones de toneladas (2000). Esto lo convierte en el segundo caucho sintético en volumen, por detrás del caucho estireno-butadieno (SBR).
Tradicionalmente los procesos de producción del polibutadieno alto-cis y bajo-cis eran bastante diferentes y se realizaban en plantas separadas. Últimamente la tendencia es a producir en una sola planta el máximo número de tipos distintos de caucho, incluyendo polibutadieno bajo-cis, alto-cis (catalizado con neodimio) y SBR. En este artículo se listarán las secciones principales de un proceso de producción de alto-cis y se explicarán las particularidades asociadas con el bajo-cis.

### Proceso de producción de alto-cis
Secciones principales del proceso:
- Purificación del butadieno y del disolvente. Antes de alimentar las materias primas al reactor es esencial eliminar de ellas ciertas impurezas que desactivan el catalizador. Esto se realiza mediante lechos de alúmina o mediante columnas de destilación.[11]
- Reacción. El butadieno, el disolvente y el catalizador se introducen en uno o varios reactores. El disolvente suele ser hexano, ciclohexano, benceno o tolueno y tiene dos funciones principales: reducir la viscosidad y aumentar la inercia térmica del sistema.[1] Como en todas las polimerizaciones, se genera una cantidad importante de calor, que es evacuado de los reactores mediante un refrigerante. Los reactores suelen operar a entre 30 y 100°C de temperatura y a, como máximo, 5 bar de presión.[11]
- Coagulación. Se añade agua para detener la reacción y a continuación se evaporan el disolvente y el butadieno no reaccionado, quedando una pasta de polibutadieno y agua denominada slurry. Los vapores se condensan y se separan el agua de los hidrocarburos, los cuales son recirculados a la entrada del primer reactor.
- Secado. Se separa el agua del slurry, quedando copos de polibutadieno.
- Prensado. El polibutadieno se vende en forma de balas paralelepipédicas, que se obtienen apretando los copos en prensas.
- Embalado. Cada bala es envuelta en una película de plástico transparente — poliestireno si va a ser consumida en la producción de poliestireno y polietileno en el resto de los casos. Las balas se empaquetan en cajas metálicas o en palés de madera de aproximadamente una tonelada de peso.

En algún punto del proceso se añaden antioxidantes, esenciales para que el polibutadieno conserve sus propiedades tanto durante su almacenamiento como en el momento de su transformación ulterior. Otro aditivo que suele incorporarse es aceite mineral, que facilita el procesado del caucho sin disminuir sus propiedades mecánicas.

### Particularidades del bajo-cis
El esquema general del proceso es similar al de las plantas de alto-cis excepto en la sección de reacción. El uso de un catalizador de alquil-litio resulta en una denominada polimerización viva, en la cual las moléculas de polímero formadas tienen extremos activos sobre los que se puede intervenir a voluntad. Añadiendo el tipo adecuado de sustancia se puede así regular la distribución de pesos moleculares, el grado de ramificación de las moléculas o el porcentaje de unidades vinilo. También se pueden añadir, si se desea, grupos funcionales a las moléculas.
Otra particularidad del bajo-cis es que el catalizador es extremadamente sensible al agua, que tiene que ser eliminada hasta las trazas más ínfimas.

## Historia

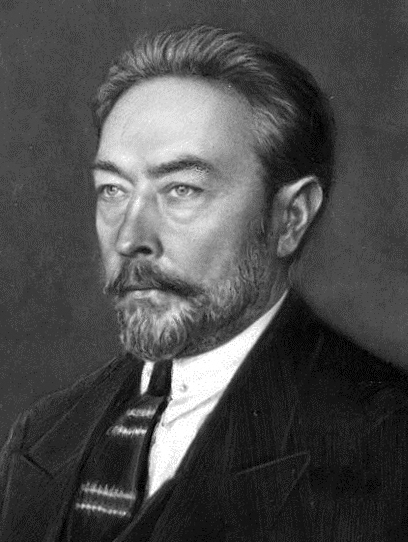
Serguéi Vasílievich Lébedev.

El químico ruso Serguéi Lébedev fue el primero en polimerizar el butadieno, en 1910. Fue también él el inventor en 1926 del proceso para obtener butadieno a partir de etanol y, en 1928, del uso de un catalizador a base de sodio para la obtención de polibutadieno.
El gobierno de la Unión Soviética apostó por el polibutadieno como alternativa al caucho natural y construyó en 1930 la primera planta piloto, que consumía etanol producido a partir de patatas. El experimento fue un éxito y en 1936 la URSS creó la primera planta de polibutadieno del mundo en la que el butadieno se obtenía a partir de petróleo. Para 1940 la URSS era el número uno mundial indiscutible de la producción de polibutadieno, con 50.000 toneladas/año.
En Alemania los científicos de Bayer (integrada por aquel entonces en el conglomerado IG-Farben) reprodujeron los procesos inventados por Lébedev y obtuvieron también polibutadieno utilizando un catalizador de sodio, al que pusieron el nombre comercial de Buna (de Butadien y Natrium, sodio en alemán). Sin embargo, también descubrieron que al añadir estireno en los reactores el caucho obtenido presentaba mejores propiedades y se decantaron por esa vía. Habían inventado así el caucho estireno-butadieno, al que bautizaron Buna-S.
Aunque la empresa Goodrich había diseñado con éxito un proceso para producir polibutadieno en 1939, el gobierno de Estados Unidos se decantó por el Buna-S para desarrollar su programa de caucho sintético tras su entrada en la Segunda Guerra Mundial, utilizando patentes de IG-Farben obtenidas vía la petrolera Standard Oil. Por ello hubo poca producción industrial de polibutadieno en América durante esta época.
Al acabar la guerra la producción de caucho sintético entró en declive porque la demanda bajó mucho mientras que el caucho natural volvía a estar disponible en el mercado. Sin embargo, a mediados de la década de los 1950 se produjeron dos avances técnicos que relanzaron a la industria. En 1954 se consiguió producir polibutadieno con una cantidad de cis muy alta y controlada, utilizando catalizadores de Ziegler-Natta. Este producto demostró ser mucho mejor para los neumáticos que el antiguo polibutadieno sodio. Al año siguiente, Firestone obtuvo por primera vez polibutadieno bajo-cis empleando butil-litio como catalizador.
A partir de 1960 empezaron a surgir plantas de polibutadieno por todo el mundo. Los fabricantes de neumáticos como Goodyear o B.F. Goodrich fomentaron la creación de plantas de alto-cis, siendo seguidos por petroleras como Shell y químicas como Bayer. En el caso del bajo-cis, Firestone tuvo inicialmente el monopolio, construyendo una planta en EE. UU. y otra en Francia y dando licencias para otras plantas en Japón y en el Reino Unido. En 1965 la japonesa JSR desarrolló su propio proceso de bajo-cis y empezó a vender licencias la década siguiente.
La crisis del petróleo de 1973 supuso un frenazo al crecimiento del caucho sintético y la construcción de nueva capacidad prácticamente cesó durante algunos años. Desde entonces las nuevas plantas se han ido implantando sobre todo en países del Extremo Oriente a medida que se iban industrializando (Corea, Taiwán, Tailandia, China) mientras que en los países occidentales se ha optado más bien por aumentar la capacidad de las plantas ya existentes.
En 1987 nació el polibutadieno catalizado con neodimio, lanzado por Bayer. Pronto le siguieron otros fabricantes como por ejemplo Enichem (1993) y Petroflex (2002).
A principios de la década de los 2000 la industria del caucho sintético volvió a atravesar una de sus crisis periódicas. El primer productor mundial de polibutadieno, Bayer, acuciado por las pérdidas, lanzó una profunda reestructuración: cierre entre 2002 y 2005 de sus plantas de polibutadieno cobalto en Sarnia (Canadá) y Marl (Alemania); transferencia de la producción de polibutadieno neodimio a Port-Jerôme (Francia) y Orange (EE. UU.) y lanzamiento al mercado de polibutadieno neodimio apto para la modificación de poliestireno. En paralelo a esto, el negocio de caucho sintético fue transferido por Bayer a una nueva empresa, Lanxess, sacada a bolsa en 2004.